# Jordan Louis
Pour les articles homonymes, voir Louis.
Jordan Louis, né le 3 novembre 1998, est un coureur cycliste australien.

## Biographie
Jordan Louis commence le cyclisme en fin d'année 2011.
En 2017, il est médaillé de bronze en poursuite par équipes aux championnats d'Australie sur piste. Au mois de septembre, il intègre l'équipe australienne St George Continental. Avec elle, il se classe notamment huitième d'une étape du Tour des Moluques, qu'il termine à la quatorzième place. En mars 2019, il s'adjuge la médaille de bronze au championnat d'Océanie du contre-la-montre, dans la catégorie espoirs.

## Palmarès sur route

### Par année
- 2019
  -  Médaillé de bronze du championnat d'Océanie du contre-la-montre espoirs

### Classements mondiaux
| Année            | 2019 |
| ---------------- | ---- |
| UCI Oceania Tour | 85e  |

## Palmarès sur piste

### Championnats d'Australie
- 2017
  - 3e du championnat d'Australie de poursuite par équipes